# Sursee
Sursee es una comuna y ciudad histórica suiza del cantón de Lucerna, situada en el distrito de Sursee a orillas del lago de Sempach. Limita al norte con la comuna de Geuensee, al este con Schenkon, al sur con Oberkirch, y al oeste con Mauensee y Knutwil.